# Сен-Лоран-де-Кондель
Сен-Лора́н-де-Конде́ль (фр. Saint-Laurent-de-Condel) — коммуна во Франции, находится в регионе Нижняя Нормандия. Департамент коммуны — Кальвадос. Входит в состав кантона Бретвиль-сюр-Лез. Округ коммуны — Кан.
Код INSEE коммуны — 14603.

## Население
Население коммуны на 2010 год составляло 506 человек.
| 1962 | 1968 | 1975 | 1982 | 1990 | 1999 | 2010 |
| ---- | ---- | ---- | ---- | ---- | ---- | ---- |
| 342  | 344  | 386  | 417  | 413  | 447  | 506  |

## Экономика
В 2010 году среди 314 человек трудоспособного возраста (15—64 лет) 235 были экономически активными, 79 — неактивными (показатель активности — 74,8 %, в 1999 году было 69,7 %). Из 235 активных жителей работали 223 человека (112 мужчин и 111 женщин), безработных было 12 (6 мужчин и 6 женщин). Среди 79 неактивных 29 человек были учениками или студентами, 35 — пенсионерами, 15 были неактивными по другим причинам.